# Nelson Blanco Flores
Nelson Blanco Flores (ur. 17 sierpnia 1999 w San Miguel) – salwadorski piłkarz z obywatelstwem amerykańskim występujący na pozycji lewego obrońcy lub środkowego pomocnika, reprezentant Salwadoru, od 2021 roku zawodnik amerykańskiego North Carolina FC.